# Собор Святого Махара
Собор Сент-Макар, Собор Святого Махара (англ. St Machar's Cathedral) — главная церковь Абердина, принадлежит шотландской пресвитерианской церкви. Со времён Реформации не является кафедрой епископа. Собор находится в северной части центра города.

## История
По преданиям, святой Махар сопровождал святого Колумбу по пути к острову Айона. Согласно легенде, Махару было сказано основать церковь в месте, где течение реки приобретает форму епископского посоха, прежде чем впасть в море. Махар нашёл такое место на реке Дон. Приблизительно в 580 году святой Махар построил в указанном месте церковь. Предполагается что в 1131 году на месте церкви было начато строительство собора в честь Святого Махара. Вскоре Давид I перенёс епископскую кафедру из Мортлаха в Абердин, в строящийся собор Святого Махара. Окончено строительство было примерно в 1165 году. Из-за многочисленных перестроек, от собора воздвигнутого в норманнском стиле в XII веке до нашего времени почти ничего не сохранилось.

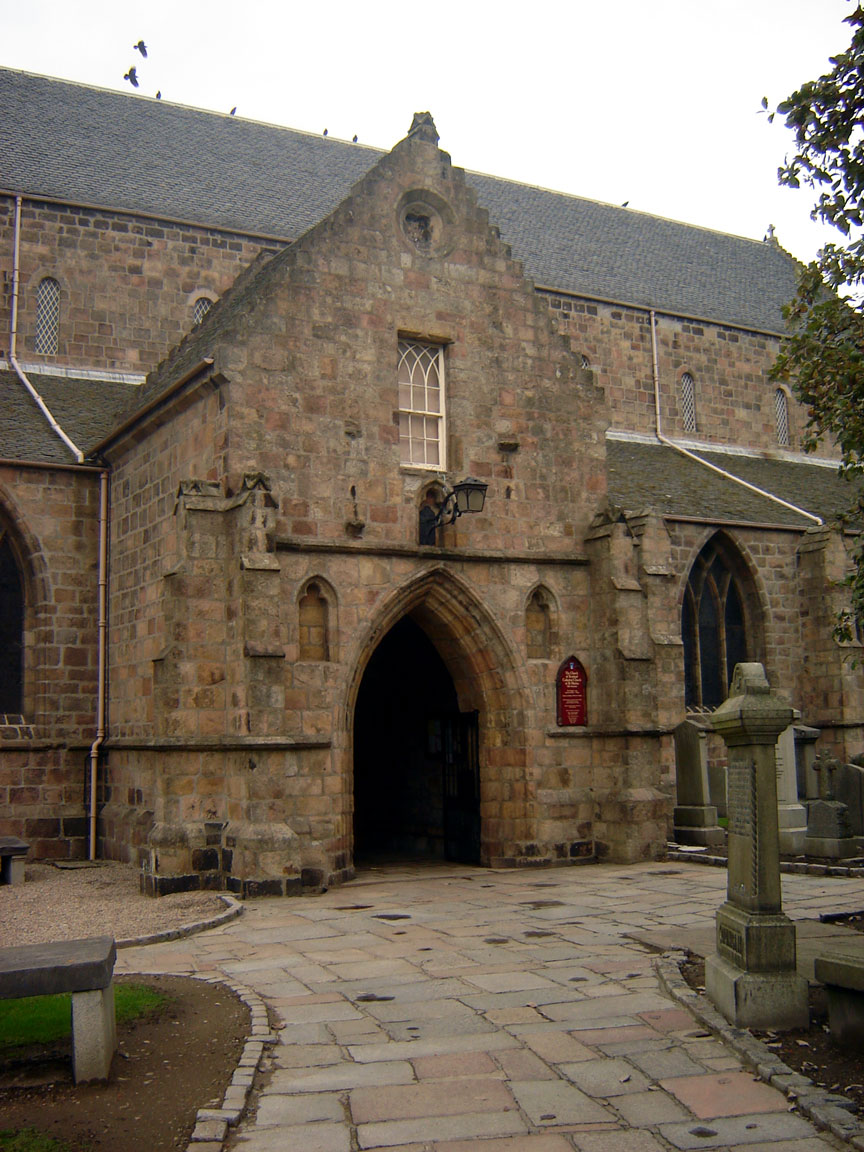
Главный вход

В норманнском стиле собор просуществовал до 1290 года когда епископ Генри Чейн приказал перестроить собор в раннеанглийском стиле, но работа не была закончена из-за войны за шотландскую независимость. Однако в то время успели воздвигнуть колонны для поддержания расширенных хоров, остатки этих колонн из красного песчаника видны в восточной части современного строения.
Считается что в 1305 году, после казни Уильяма Уоллеса произведённой по приказу короля Эдуарда I в Лондоне, останки шотландского национального героя были доставлены в Абердин и захоронены в стене собора.
В 1336 году собор вероятно сильно пострадал во время разграбления Абердина английским королём Эдуардом III.
В XIV веке собор был практически полностью перестроен, почти все элементы норманнской архитектуры были разрушены и переделаны. К 1450 году перестройка была окончена, в результате были добавлены две башни, а также значительно увеличена площадь собора. Основным материалом при обновлении собора служил гранит.
С XV века собор стал играть значительную роль в духовной и политической жизни северо-восточной Шотландии. Архиепископ Уильям Энфилстоун основал в 1495 году Королевский университет Абердина. Также при нём на центральной башне собора был установлен шпиль к центральной башне, а также установлены 14 колоколов.
Преемник Энфилстоуна, епископ Гэвин Данбер в 1520-х годах перестроил хоры и южный трансепт, добавил шпили к каждой из двух западных башен. К 1530 году, после почти 250 лет постоянных перестроек, собор наконец предстал в законченном виде в разгаре своего влияния и красоты.

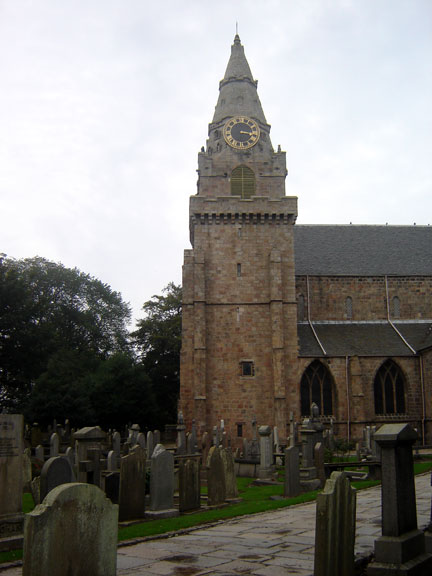
Вид на собор

## Реформация
Но на вершине своего благополучия собору довелось просуществовать всего 30 лет. В 1560 году, в ходе Реформации неистовствовавшая толпа напала на собор уничтожив и разграбив большинство ценностей и книг хранившихся в соборе.
Через 70 лет после Реформации Шотландия в целом одобрила преобразования и перешла к собственной пресвитерианской вере, отличавшейся впрочем от англиканской традиции, к примеру у шотландцев не было епископов. Всё большие расхождения беспокоили англичан и в 1630-х годах английский король Карл I решил навязать шотландцам новую церковную книгу о совместной молитве. В Шотландии нововведения понимания не нашли и по всей стране поднялось восстание которое привело к подписанию Национального ковентанта и созданию ковентантского движения. Нововведения оказались трагическими для Карла I, вскоре начались войны известные как епископские, которые в свою очередь привели в гражданской войне в ходе которой английский король потерпел поражение от парламента и был казнён. Клир собора Святого Махара, обладавший значительным влиянием на паству, был против подписания Национального ковентанта, что имело решающее значение для собора. Пережив Реформацию собор не смог прийти к согласию во время религиозных преобразований XVII века.
В 1654 году войска Кромвеля под руководством генерала Монка заняли Абердин, и в качестве материала для строительства укреплений разобрали часть неиспользовавшихся к тому времени хоров. Предполагается что тогда же они повредили центральную башню что привело к обрушению её от урагана 1688 года. Кроме башни были разрушены трансепты, средокрестие, а также часть нефов. Восточное крыло было закрыто до 1704 года, а полностью восстановлен собор был лишь к 1953 году.

## Наше время
В настоящее время собор представляет собой то же строение, что и до обрушения в 1688 году, большинство элементов здания было сохранено при восстановлении. Убранство собора аскетично и соответствует шотландской пресвитерианской молитвенной традиции, хотя в с 1870 по 1970-х годов в соборе устанавливались витражи являющиеся сейчас подлинным украшением собора. До сих пор в соборе периодически проводятся реставрационные работы, были восстановлены зубцы западных башен в их первоначальном виде что значительно улучшило экстерьер строения, также в соборе были отреставрированы древние скульптуры, в том числе и крест VII—VIII века — самый ранний из сохранившихся свидетельств распространения христианства в Абердине.